# Bruno Camozzatto
Bruno Camozzatto (ur. 3 lipca 1936, zm. 4 kwietnia 1994) −  brazylijski piłkarz, występujący na pozycji środkowego obrońcy.

## Kariera klubowa
Bruno występował w klubie SC Internacional.

## Kariera reprezentacyjna
W reprezentacji Brazylii Bruno zadebiutował 17 marca 1960 w wygranym 4-0 meczu z reprezentacją Kostaryki podczas Mistrzostw Panamerykańskich, na których Brazylia zajęła drugie miejsce. Był to jego jedyny występ w reprezentacji.